# Lothar Debes
Lothar Debes (21 de junio de 1890 - 14 de julio de 1960) fue un jefe alemán de las SS durante la era nazi. Comandó la División SS Nord y la División SS Frundsberg durante la II Guerra Mundial.